# Yony González
Yony González (Medellín, Colombia 11 de julio de 1994) es un futbolista colombiano que juega de delantero en el Águilas Doradas de la Categoría Primera A de Colombia.

## Trayectoria

### Envigado FC
Es un jugador que se desempeña en la demarcación de centro delantero y extremo por ambas bandas , llegó en el 2011 ala cantera de héroes del Envigado Fútbol Club de la primera división del fútbol profesional Colombiano , en la cantera demuestra buen desempeño futbolístico para así ser promovido en el año 2013 al plantel profesional.

### Junior de Barranquilla
Después de tres años con el Envigado Fútbol Club  la directiva del Atlético Junior confirma la compra del 80% de su pase , con el conjunto tiburón logra quedar campeón del Torneo Clausura 2018  y la copa Colombia 2017.

### Fluminense
El 8 de enero de 2019 fue confirmado como nuevo jugador del Fluminense Football Club del Campeonato Brasileño de Serie A. Debutó el 24 de enero con doblete en la goleada 4 por 0 en su visita a Americano FC en el Campeonato Carioca, a los tres días marcó en la victoria 3 por 1 sobre Portuguesa RJ, el 30 volvió y marcó en la goleada 4-0 sobre C. D. Madureira

### SL Benfica
El 10 de enero de 2020 se hizo oficial su fichaje por el S. L. Benfica firmando Contrato hasta 2024. Comprando su pase al Atlético Junior se le notifica que sale cedido al Corinthians.

### Corinthians
En su estadía en el club Paulista solo disputó 4 partidos sin anotar ningún tanto , para así nuevamente salir cedido esta vez a Los Angeles Galaxy.

### Los Angeles Galaxy
En su tercera tercera experiencia internacional, tampoco tuvo mayor transcendencia disputando 9 partidos y generando una asistencia en el campeonato de liga.

### Ceará
Nuevamente es cedido al fútbol brasileño en febrero del 2021 tras de finalizar su cesión con el club estadounidense en diciembre del 2020 siendo esta su cuarta experiencia internacional y llegando con un vínculo hasta el 31 de diciembre del 2021 , con este club disputó 25 partidos y anotando 2 goles

### Deportivo Cali
Al término de la cesión con el Ceará Sporting Club , en enero del 2022 , el SL Benfica confirma la quinta cesión del jugador al Deportivo Cali de la Categoría Primera A , en el transcurso del torneo apertura le anotó a los equipos Club Atlético  Nacional y al Cortuluá.
El 16 de diciembre del 2022 se confirma que no continúa en la institución verdiblanca, dando a entender así que regresa al club dueño de su pase que es el SL Benfica.

### Portimonense
El 1 de febrero del 2023 se confirma como nuevo refuerzo del Portimonense en condición de transferencia definitiva.

### Fluminense (2.ª etapa)
En julio del 2023 se confirma que sale cedido al club Fluminense siendo esta su segunda etapa en este club.

## Estadísticas
| Club                         | Temporada     | Liga  | Liga  | Liga  | Copa nacional | Copa nacional | Copa nacional | Copa internacional | Copa internacional | Copa internacional | Total | Total | Total | Prom. · |
| Club                         | Temporada     | Part. | Goles | Asis. | Part.         | Goles         | Asis.         | Part.              | Goles              | Asis.              | Part. | Goles | Asis. | Prom. · |
| ---------------------------- | ------------- | ----- | ----- | ----- | ------------- | ------------- | ------------- | ------------------ | ------------------ | ------------------ | ----- | ----- | ----- | ------- |
| Envigado F. C. · Colombia    | 2013          | 12    | 0     | 0     | 9             | 0             | 0             | -                  | -                  | -                  | 21    | 0     | 0     | 0       |
| Envigado F. C. · Colombia    | 2014          | 21    | 1     | 0     | 5             | 1             | 0             | -                  | -                  | -                  | 26    | 2     | 0     | 0,08    |
| Envigado F. C. · Colombia    | 2015          | 34    | 9     | 1     | 2             | 0             | 0             | -                  | -                  | -                  | 36    | 9     | 1     | 0,25    |
| Envigado F. C. · Colombia    | Total club    | 67    | 10    | 1     | 16            | 1             | 0             | 0                  | 0                  | 0                  | 83    | 11    | 1     | 0,13    |
| Junior · Colombia            | 2016          | 22    | 1     | 0     | 6             | 0             | 0             | 5                  | 1                  | 0                  | 33    | 2     | 0     | 0,06    |
| Junior · Colombia            | 2017          | 5     | 1     | 0     | 5             | 0             | 0             | 5                  | 2                  | 1                  | 15    | 3     | 1     | 0,20    |
| Junior · Colombia            | 2018          | 31    | 8     | 1     | 3             | 1             | 0             | 17                 | 2                  | 0                  | 51    | 11    | 1     | 0,22    |
| Junior · Colombia            | Total club    | 58    | 10    | 1     | 14            | 1             | 0             | 27                 | 5                  | 1                  | 99    | 16    | 2     | 0,16    |
| Fluminense · Brasil          | 2019          | 47    | 13    | 3     | 7             | 1             | 1             | 8                  | 3                  | 3                  | 62    | 17    | 7     | 0,27    |
| Fluminense · Brasil          | 2023          | 18    | 1     | 1     | -             | -             | -             | 3                  | 0                  | 1                  | 21    | 1     | 2     | 0       |
| Fluminense · Brasil          | 2024          | 0     | 0     | 0     | 2             | 0             | 0             | 0                  | 0                  | 0                  | 2     | 0     | 0     | 0       |
| Fluminense · Brasil          | Total club    | 65    | 14    | 4     | 9             | 1             | 1             | 11                 | 3                  | 4                  | 85    | 18    | 9     | 0,27    |
| Corinthians · Brasil         | 2020          | 4     | 0     | 0     | -             | -             | -             | -                  | -                  | -                  | 4     | 0     | 0     | 0       |
| Corinthians · Brasil         | Total club    | 4     | 0     | 0     | 0             | 0             | 0             | 0                  | 0                  | 0                  | 4     | 0     | 0     | 0       |
| LA Galaxy Estados Unidos     | 2020          | 9     | 0     | 1     | -             | -             | -             | -                  | -                  | -                  | 9     | 0     | 1     | 0,0     |
| LA Galaxy Estados Unidos     | Total club    | 9     | 0     | 1     | 0             | 0             | 0             | 0                  | 0                  | 0                  | 9     | 0     | 1     | 0       |
| 'Ceará' · Brasil             | 2021          | 14    | 2     | 0     | 8             | 0             | 0             | 6                  | 0                  | 0                  | 28    | 2     | 0     | 0,08    |
| 'Ceará' · Brasil             | Total club    | 14    | 2     | 0     | 8             | 0             | 0             | 6                  | 0                  | 0                  | 28    | 2     | 0     | 0,08    |
| Deportivo Cali · Colombia    | 2022          | 25    | 2     | 3     | 2             | 0             | 0             | 5                  | 0                  | 1                  | 32    | 2     | 4     | 0,06    |
| Deportivo Cali · Colombia    | Total club    | 25    | 2     | 3     | 2             | 0             | 0             | 5                  | 0                  | 1                  | 32    | 2     | 4     | 0,06    |
| Portimonense Portugal        | 2022-23       | 16    | 0     | 1     | -             | -             | -             | -                  | -                  | -                  | 16    | 0     | 1     | 0       |
| Portimonense Portugal        | Total club    | 16    | 0     | 1     | 0             | 0             | 0             | 0                  | 0                  | 0                  | 16    | 0     | 1     | 0       |
| Atlético Goianiense · Brasil | 2024          | 3     | 0     | 0     | 0             | 0             | 0             | -                  | -                  | -                  | 3     | 0     | 0     | 0       |
| Atlético Goianiense · Brasil | Total club    | 3     | 0     | 0     | 0             | 0             | 0             | 0                  | 0                  | 0                  | 3     | 0     | 0     | 0       |
| Total carrera                | Total carrera | 261   | 38    | 11    | 49            | 3             | 1             | 49                 | 8                  | 6                  | 359   | 49    | 18    | 0,14    |

## Palmarés

### Campeonatos nacionales
| Título              | Club                   | País     | Año  |
| ------------------- | ---------------------- | -------- | ---- |
| Copa Colombia       | Junior de Barranquilla | Colombia | 2017 |
| Torneo Finalización | Junior de Barranquilla | Colombia | 2018 |

### Campeonatos internacionales
| Título            | Equipo           | Sede           | Año  |
| ----------------- | ---------------- | -------------- | ---- |
| Copa Libertadores | Fluminense F. C. | Río de Janeiro | 2023 |

### Campeonatos regionales
| Título            | Club                | Sede           | Año  |
| ----------------- | ------------------- | -------------- | ---- |
| Taça Río          | Fluminense F. C.    | Río de Janeiro | 2019 |
| Campeonato Goiano | Atlético Goianiense | Goiás          | 2024 |